# Orden Omar Torrijos Herrera
La Orden Omar Torrijos Herrera es una condecoración de Panamá.
Lleva su nombre en homenaje a Omar Torrijos Herrera (1929-1981), Líder Máximo de la Revolución Panameña.
Fue creada por Ley N.º 23 del 14 de diciembre de 1982 y reglamentada por Decreto Ejecutivo N.º 336 del 13 de julio de 1995. La reglamentación fue modificada por Decreto Ejecutivo N.º 1 de 11 de enero de 2006.
La condecoración de divide en categorías civil y militar. La primera consta de cuatro grados: Gran Cruz Extraordinaria, Gran Cruz, Encomienda con Placa y Comendador. La categoría militar de tres clases: Gran Cruz de Oficial, Gran Cruz de Plata y Caballero.
La Orden Omar Torrijos Herrera se puede otorgar póstumamente.
Entre los condecorados se cuentan: Lula da Silva, Tabaré Vázquez, Rod Carew y Fidel Castro.